# Rio di San Marcuola
Il Rio di San Marcuola è un canale di Venezia nel sestiere di Cannaregio.

## Descrizione
Il Rio di San Marcuola ha una lunghezza di 184 metri e congiunge il Canal Grande con il Rio della Misericordia, uno dei principali rii di Cannaregio.
A metà del Rio, visibile solo in barca, si trova un bassorilievo del Leone di San Marco molto particolare.